# Buszu’ajb Zirwal
Buszu’ajb Zirwal, Bouchaib Zeroual (arab. بوشعيب زروال; ur. w 1917 w Rabacie) – marokański strzelec, olimpijczyk.
Uczestniczył w Letnich Igrzyskach Olimpijskich 1960 w Rzymie. Startował w dwóch konkurencjach, w których odpadał w kwalifikacjach (dwukrotnie zajmował przedostatnie pozycje).

## Wyniki olimpijskie
| Igrzyska | Konkurencja                               | Wynik | Miejsce    | Źródło |
| -------- | ----------------------------------------- | --- | ---------- | ------ |
| IO 1960  | Karabin małokalibrowy, trzy postawy, 50 m | Kwalifikacje – 360 punktów (NQ) W pozycji leżącej – 155 punktów (68-87) W pozycji klęczącej – 97 punktów (37-60) W pozycji stojącej – 108 punktów (50-58) | 74 (na 75) | [ 2 ]  |
| IO 1960  | Karabin małokalibrowy leżąc, 50 m         | Kwalifikacje – 335 punktów (87-86-78-84) (NQ) | 84 (na 85) | [ 3 ]  |